# Seznam otokov v Grčiji
Grčija ima veliko otokov, z ocenami od okoli 1200 do 6000, odvisno od najmanjše velikosti, ki jo je treba upoštevati. Število naseljenih otokov je različno navedeno med 166 in 227.
Največji grški otok po površini je Kreta, ki se nahaja na južnem delu Egejskega morja. Drugi največji otok, Evbeja ali Evia, ki ga od celinske Grčije loči 60 m široka Evripov preliv, spada pod upravo Osrednje (ali Centralne) grške regije. Po tretjem in četrtem največjem grškem otoku, Lezbosu in Rodosu, so preostali otoki veliki za dve tretjini površine Rodosa ali manj.  
Grški otoki se ponavadi razvščajo v naslednje skupine:   
- (Argo-)Saronski otoki v Saronskem zalivu blizu Aten;
- Kikladi, veliko, a gosto otočje, ki zavzema osrednji del Egejskega morja;
- severnoegejski otoki in vzhodnoegejski otoki, razgibana otoška skupina ob zah. obali Turčije;
- Dodekanez, otočje na jugovzhodu med Kreto in Turčijo oz. Rodosom;
- Sporadi, majhna tesna skupina otokov ob obali Evbeje; in
- Jonski otoki, ki se večinoma nahajajo zahodno od grške celine v Jonskem morju.

Kreta z okoliškimi otočki in Evbeja sta tradicionalno izključeni iz te skupine. 
Najujžnejši grški otok, ležeč južno od Krete, je Gavdos.  
Ta članek izključuje polotok Peloponez, ki je strogo gledano z izgradnjo Korintskega prekopa leta 1893 postal otok, vendar se le redko šteje kot tak. 

## Seznam otokov
Naslednji seznam vsebuje imena različnih znanih otokov v Grčiji. 

### Največji grški otoki
1. Kreta
2. Evbeja
3. Lezbos
4. Rodos
5. Hios
6. Kefalonija
7. Krf
8. Lemnos
9. Samos
10. Naksos
11. Zakintos
12. Tasos
13. Andros
14. Lefkada
15. Karpatos
16. Kos
17. Kiteria
18. Ikarija
19. Skiros
20. Paros
21. Tions
22. Samotraki
23. Milos
24. Kea
25. Amorgos
26. Kalimnos
27. los

### Naseljeni otoki
1. Egina
2. Agistri
3. Dokos
4. Hidra
5. Poros
6. Salamina
7. Spetsests

### Nenaseljeni otoki
Naslednji seznam vsebuje nekaj otokov, ki so trenutno nenaseljeni, čeprav so bili skozi zgodovino nekateri izmed njih stalno naseljeni
1. Agios Georgios
2. Agios Georgios Salaminos
3. Agios Ioannis Diaporion
4. Agios Thomas Diaporion
5. Alexandros Hydras
6. Christiana
7. Dia
8. Despotiko
9. Falkonera
10. Fleves
11. Katramoniso
12. Kyra Aiginis
13. Laousses Islets
14. Leros Salaminos
15. Modi Porou
16. Moni Aiginas
17. Patroklou
18. Platia
19. Platia Aeginis
20. Psili
21. Psyttaleia
22. Revythoussa
23. Romvi
24. Spetsopoula
25. Stavronisi Hydras
26. Trikeri Hydras
27. Velopoula
28. Ypsili Diaporion
29. Ypsili Argolidos